# S.O.S. (Ola Svensson)
S.O.S. è una canzone cantata da Ola Svensson, scritta da Tony Nilsson.
Il brano è stato usato come quarto singolo di Ola ed è incluso nel suo secondo album Good Enough.

Questo singolo si è classificato in posizione numero 1 della classifica dei singoli svedesi ed ha vinto il disco d'oro in Svezia nel dicembre 2008, come riconoscimento delle 10 000 copie vendute.

## Tracce
1. S.O.S. – 3:14
2. Natalie (Radio Remix) – 3:09

## Posizione in classifica
| Classifica (2007)              | Posizione in classifica | Settimane TOT | Certificazioni |
| Classifica (2007)              | Posizione in classifica | Settimane TOT | Svezia         |
| ------------------------------ | ----------------------- | ------------- | -------------- |
| Classifica dei singoli svedesi | numero 1 (1 settimana)  | 16            | Oro            |